# Ngor (commune)
Pour les articles homonymes, voir Ngor.
Ngor (ou N'gor ou N'Gor) est l'une des 19 communes d'arrondissement de Dakar (Sénégal). Elle fait partie de l'arrondissement des Almadies.
Elle comprend un village traditionnel, des aménagements modernes (lotissements, infrastructures hôtelières) ainsi qu'une île du même nom, l'île de Ngor.

## Géographie
Elle constitue un promontoire qui prolonge la tête de la presqu'île du Cap Vert dans l'océan Atlantique. Considérée comme la partie la plus occidentale de l'Afrique, elle couvre une superficie de 4,5 km2 et présente la particularité d'être située sur un site balnéaire.
Les principales limites géographiques de la commune d'arrondissement de Ngor sont ainsi la commune d'arrondissement de Yoff au Nord-Est ; la commune d'arrondissement de Ouakam au Sud-Est et l'océan Atlantique qui la borne du nord-ouest au sud-ouest.
L'île de Ngor fait face au village, à 400 m à peine. Sur la côte, les localités les plus proches sont Gata, Diayane, Warar, Terme Sud, Tonghor, Ndiongarane et Taklou.

### Climat
Le climat est de type sahélien. La commune d'arrondissement de Ngor bénéficie, du fait de sa situation côtière, de températures idéales (25 °C) pendant presque toute l'année avec des pointes de 18 °C mini en février et de 32 °C max en octobre.

### Population
Les habitants sont le plus souvent des Lébous, venus s'installer dans la presqu'île du Cap-Vert au moment de l'éclatement de l'empire du Djolof.
Elle est estimée en 2023 à 17706 personnes sur une superficie de 4377 km², en 2046 la population de Ngor atteindra 25221 selon les estimations de l'Agence nationale de la statistique et de la démographie du Sénégal (ANSD).

## Historique
L'histoire de Ngor remonte au XVIe siècle (1550) lorsque des migrants venus de l’intérieur du Sénégal (walo, cayor, djolof, cayar, baol) ont voulu s'implanter dans la région du Cap-vert. Selon une certaine tradition orale, c'est en 1432 que quatre familles lébous, toutes dirigées par des femmes (puisque la société lebous était aux origines matrilinéaire), Djiguilane Samb, Alima Fall, Diaté Ndiack et Sine Diop. Ces derniers ont quitté le Djolof pour la presqu’île du Cap-Vert. Cette commune a été créée en août 1996 avec la promulgation du décret 96-745.

## Administration

Localisation de Ngor

Quinzième (15e) commune de Dakar, la commune d'arrondissement de Ngor est située à la pointe occidentale de la presqu'île de Dakar. Dépendant administrativement de la sous préfecture des Almadies, la commune d'arrondissement de Ngor forme avec les communes d'arrondissement de Mermoz-Sacré Cœur, de Ouakam et de Yoff, l'arrondissement des Almadies.
| Période     | Identité              | Parti              | Liste                           |
| ----------- | --------------------- | ------------------ | ------------------------------- |
| 1996 - 2001 | Mamadou Diaw          |                    |                                 |
| 2002 - 2009 | El Hadji Mamadou Kane | liste indépendante |                                 |
| 2009 - 2014 | El Hadji Mamadou Kane |                    |                                 |
| 2014 - 2022 | Ahmadou Gueye         | PDS                | Justice démocratie républicaine |
| depuis 2022 | Magueye Ndiaye        |                    | Yewwi Askan Wi                  |

## Éducation
La population de NGOR est presque entièrement scolarisée. Près de 70 % de la population de plus de 6 ans a, en effet, été ou est actuellement à l'école. c'est la raison pour laquelle ce secteur représente le premier secteur d'investissement de la municipalité avec plus de 45 % du budget d'investissement public.
Toutefois Le taux de déperdition scolaire dans la commune d'arrondissement sont très élevés. Si pratiquement tous les enfants en âge d'être scolarisés le sont, très peu d'entre eux dépassent le cycle élémentaire (le taux d'échec envoisine 80 %). En outre le taux d'analphabétisme retour est très important notamment chez les femmes.
Le paradoxe le plus frappant est cependant le fait que la commune d'arrondissement qui se trouve au centre d'un espace intercommunal d'une population d'environ 150 000 habitants ne dispose pas d'un lycée. En fait, le seul établissement d'enseignement moyen dont dispose la commune d'arrondissement est un collège privé.
À côté de l'école formelle, d'autres structures d'éducation et de formation existent à l'instar des écoles coraniques (Daaras) et écoles d'arabe qui encadrent un nombre de plus en plus important de jeunes. La commune d'arrondissement compte trois Daaras (école coranique) et une école arabe.
Toutefois, il reste encore confronté à un certain nombre de difficultés (déficit de structures d'accueil, manque de moyens matériels, taux élevés de déperdition scolaire...).
Au point de vue structures d'accueil, la commune d'arrondissement est très peu pourvue au regard de sa population et de sa situation au sein de l'espace intercommunal (NGOR, OUAKAM, YOFF). Mis à part les trois établissements privés pour la petite enfance, la commune d'arrondissement de NGOR ne dispose que deux structures préscolaires. Les établissements élémentaires quant à eux ne s'élèvent qu'à quatre dont un privé.

## Activités économiques

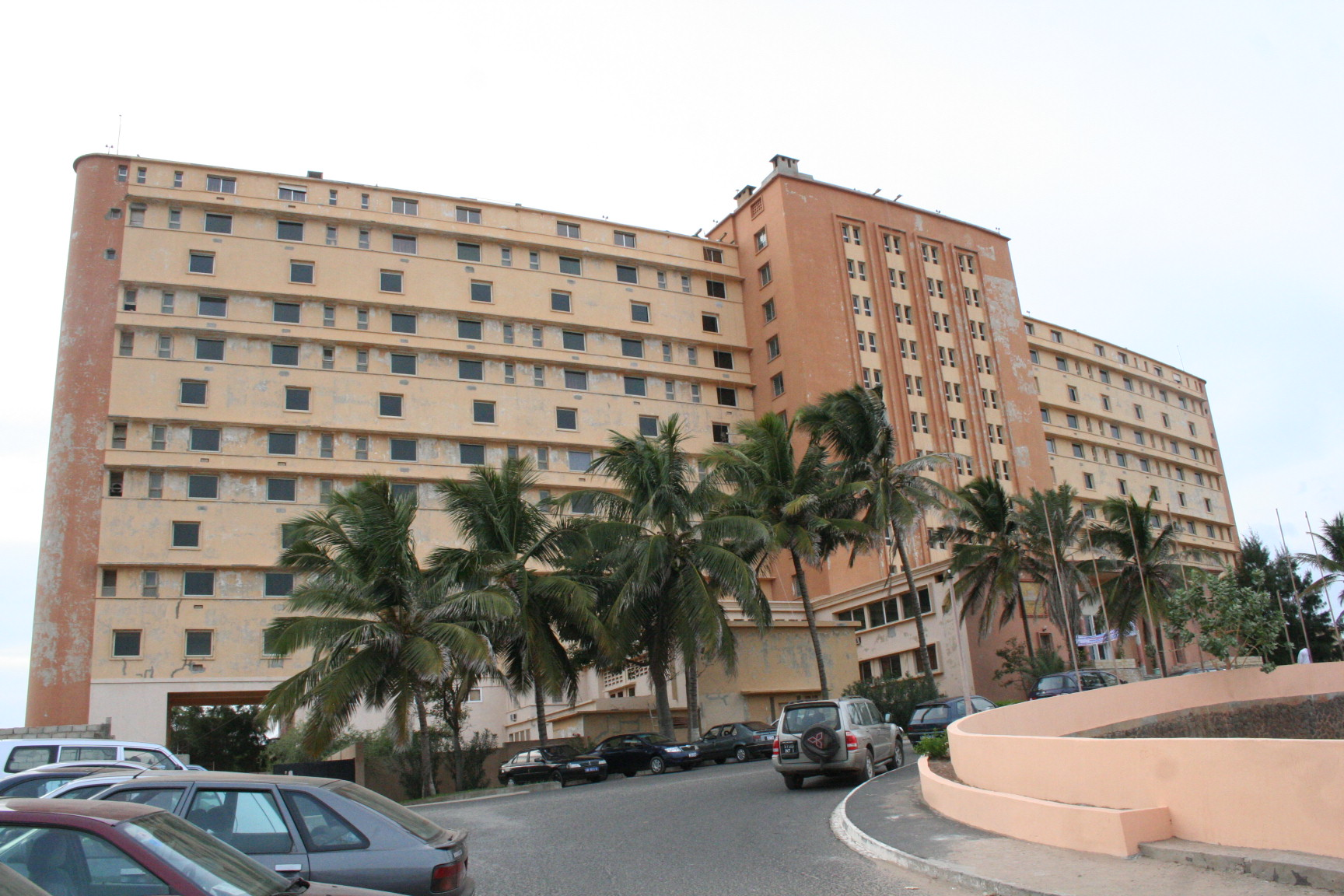
Hôtel Ngor Diarama (Architecte: Chesneau, Verola et Lenoble, 1953)

À Ngor on trouve deux principales activités économiques : le tourisme et les métiers de la mer.
Concernant les métiers de la mer on peut citer : la pêche, le mareyage, la transformation des produits halieutiques, la cueillette de fruits de mer, la pêche et la plongée sous-marine, la restauration de plage...
S'agissant de la pêche, elle a été, pendant une très longue période, la principale activité économique des populations de la commune d'arrondissement et plus particulièrement des populations résidant dans le village traditionnel. Cette situation était surtout liée à des facteurs socio-culturels à savoir que les Lébou sont, justement, des pêcheurs.
La liaison maritime d'avec l'île de Ngor située à près de 400 m en face du village traditionnel, constitue également un domaine autour duquel se développe une très forte activité économique. Contrôlée par le Regroupement des Transporteurs de l'île de NGOR (RTIN), cette activité économique est l'une des plus dynamiques car créatrice d'emploi et très fortement sollicitée. A la vérité ce type d'activité a impulsé le développement d'une large gamme d'activités constituant ainsi l'un des pôles économiques les plus importants de la commune d'arrondissement.
Le tourisme, du fait de sa sitiologie (elle a la particularité d'être située sur un site balnéaire à la pointe ouest de la presqu'île du Cap Vert et est la principale porte d'entrée du Sénégal), la commune d'arrondissement de NGOR abrite une grande partie des infrastructures hôtelières les plus importantes de Dakar (36 %)48(*) et reçoit chaque année un nombre incalculable de touristes et de visiteurs (près de 200,000 : internationaux et nationaux confondus) qui viennent soit pour ses plages soit pour visiter l'île. C'est dire qu'avec sa baie, son île, ses plages, son climat particulier, ses hôtels, ses restaurants et surtout avec la proximité de l'aéroport international, la commune d'arrondissement de NGOR est une zone très fréquentée par les touristes de sorte que l'activité touristique y est très développée et dynamique.

## Sports
- Golf Club de la Pointe des Almadies
- Stade de Ngor

## Jumelages et partenariat
- La Tremblade (France) depuis 1997.

## Personnalités nées à Ngor
- Mamadou Diaw (député/maire de Ngor),
- Diogal Sakho (musicien)
- Feu Dudu Mah (artiste musicien),
- Magou (musicien)
- Mamadou Sambe, officier supérieur, ancien Commandant de la région militaire de Dakar
- PUPPA LËK SEN, artiste musicien
- Alioune Badara Bèye (écrivain),
- El Hadj Momar Samb (homme politique, écrivain et professeur)
- El Hadj Mamadou Kane, maire de Ngor
- Amadou Gueye, maire de la commune de Ngor
- Malick Fall champion du Sénégal de natation
- El Hadji Saliou Samb, ancien gendarme et chef du village
- Moussa Faye Madjer, joueur international de football
- Djibril Gueye, footballeur et formateur
- El Hadji Babou Samb, ancien surveillant général, chef du village
- El Hadji Youssou Ndoye, Imam Ratib de Ngor

### Filmographie
- Ngor, l'esprit des lieux, film documentaire de Samba Félix Ndiaye (1995, 90 min)
- Le spot de surf de l'île de Ngor est le premier visité dans le film documentaire The Endless Summer (1966).